# Jean-Marc Nattier
Jean-Marc Nattier (født 17. marts 1685 i Paris, død 7. november 1766 i Paris) var en fransk rokokomaler af portrætter og historiske motiver.
Nattier er kendt for sine vellignende portrætter af unge kvinder og for at have skabt mode med klassisk baggrund for sine portrætter. I sin egenskab af portrætmaler malede han medlemmer af de franske og russiske kongefamilier. Charlottenborg i København ejer et billede af ham.
Nattier var en mester i at gengive glansen i forskellige typer af klædestoffer.

## Galleri
- Marie Leszczyńska, fransk dronning, læser i Bibelen,  1748, Versailles
- La Marquise de Baglion en Flore, 1746, Alte Pinakothek
- Marie Adelaide af Frankrig som Diana (1745). Galleria degli Uffizi, Firenze.